# Fufius ecuadorensis
Fufius ecuadorensis is een spinnensoort uit de familie Cyrtaucheniidae. De soort komt voor in Ecuador.